# Hardangerbroen
60°28′43.49″N 006°49′47.15″Ø / 60.4787472°N 6.8297639°Ø
Hardangerbroen (norsk: Hardangerbrua) er en norsk bro Vallavik i Ulvik og Bu i Ullensvang kommuner. Broen blev officielt åbnet for trafik den 17. august 2013, og har erstattet færgeforbindelsen Bruravik–Brimnes mellem Bruravik i Ulvik Kommune og Brimnes i Eidfjord Kommune.
Broen er ca. 1.380 meter lang (med et hovedspænd på 1310 m), hvilket gør den til en af verdens længste hængebroer samt den længste i Norge. Hovedspændet er 30 m længere end Golden Gate Bridge i San Francisco og mere end halvanden gange så lang som Askøybroen, der har det næstlængste hovedspænd i Norge. Pylonerne har en højde på 202,2 m, mens gennemsejlingshøjden er anslået til 55 m. Brodækket har en bredde på 18,3 m.
På broens nordlige side er broen forbundet gennem en ny "arm" af Vallaviktunnelen. Tunnelåbningen er 23 m høj, hvilket sandsynligvis gør den til den største tunnelportal i verden. Broen sydlige ende går videre i Butunnelen.

## Historie
Der blev i 1996 fremsat et forslag i Stortinget om en fast forbindelse over Eidfjorden, men denne blev nedstemt med 96 stemmer mod 71. I årene efter denne afstemning ændrede flere af partierne, heriblandt Arbeiderpartiet, Senterpartiet og Venstre, standpunkt i sagen, og broen blev endeligt vedtaget den 28. februar 2006 med 79 mod 24 stemmer. Der var enstemmig flertal i Stortinget, men Fremskrittspartiet stemte imod det fremsatte forslag. Fremskrittspartiet havde sit eget forslag, der indebar fuld statslig finansiering, men dette forslag fik kun Fremskrittspartiet egne stemmer.

## Økonomi og byggearbejdet
Broen har totalt kostet i overkanten af 1,8 milliard (2005-priser), hvor 65 % blev finaseret af bompenge, fylkekommunerne, besparelse ved færgetilskud og statslige midler. Statens bidrag udgjorde 175 millioner norske kroner. Projektet blev sendt i udbud i juli 2008 med frist i november samme år.
Tirsdag den 27. januar 2009 blev kontrakten underskrevet i Vallavik. Den danske entreprenør MT Højgaard fik entreprisen indenfor stål- og motagearbejde på broen til en samlet værdi på 761 millioner. AF Gruppen fik entreprisen på tilkørselsvejene på begge sider af fjorden. Det var til en samlet værdi på 331 millioner kroner, mens Veidekke vandt udbuddet for betonarbejdet til pylonerne til 331 millioner kroner. Anlægsarbejdet blev påbegyndt den 26. februar 2009, og broen blev åbenet for trafik 17. august 2013. Det var kommunal- og regionalminister Liv Signe Navarsete der stod for den officielle indvielse af broen. Flere hundrede mennesker deltog. Blandt dem var flere aktivister fra Elektroarbeidernes Fagforening, der demonstrede mod social dumping under anlægget.

### Bompenge
Det er det statslige selskab Hardangerbrua AS der står for opkrævning af broafgift. Det er anslået, at det vil tage omkring 15 år (regnet fra åbningen), før broen har betalt sig selv hjem. Broafgiften opkræves ved en automatisk AutoPASS-station ved den sydlige indkørsel. Der er følgende takster for passage:

#### Tidsperiode: 2013 - 2028
| Pris pr. passering | Pris pr. passering | Pris pr. passering | Forskudsbetaling         | Forskudsbetaling         | Forskudsbetaling         |
| Pris pr. passering | Pris pr. passering | Pris pr. passering | Ant. passeringer (rabat) | Ant. passeringer (rabat) | Ant. passeringer (rabat) |
| Kategori           | Vægt               | Kontant            | 15 (30%)                 | 30 (40%)                 | 50 (50%)                 |
| ------------------ | ------------------ | ------------------ | ------------------------ | ------------------------ | ------------------------ |
| Lille bil          | 0 - 3500 kg        | 150 kr             | 105 kr                   | 90 kr                    | 75 kr                    |
| Stor bil           | over 3500 kg       | 600 kr             | 420 kr                   | 360 kr                   | 300 kr                   |

Der kan være en afvigelse mellem de forventede og de faktiske afgiftsindtægter, er det muligt at justere taksten inden for et år efter åbning. Erfaringer fra tidligere bompengeprojekter siger at trafikmængden, og dermed indtægterne, bliver større end forventet. Her har man i stedet valgt at reducere tilbagebetalingsperioden ved at bibeholde de oprindelige takster.

## Galleri
- Hardangerbroen under anlæg set fra nord (august 2012).
- Kabelsadler
- Tårn under opførelse (2011)
- Rundkørsel der forbinder tunnel og bro